# Vuelta a Suiza 2014
La 78.ª edición de la Vuelta a Suiza fue una competición de ciclismo en ruta que se disputó desde el 14 hasta el 22 de junio de 2014, con un recorrido de 1322 km distribuidos en nueve etapas, con inicio en Bellinzona y final en Saas-Fee.
La carrera formó parte del UCI WorldTour 2014, siendo la decimoséptima competición de dicho calendario.
El ganador por tercer año consecutivo fue el Rui Costa (que además se hizo con una etapa). Le acompañaron en el podio por el Mathias Frank y Bauke Mollema, respectivamente.
En las clasificaciones secundarias se impusieron Peter Sagan (puntos), Björn Thurau (montaña) y Belkin (equipos).

## Recorrido
La carrera tuvo dos cronos individuales y tres jornadas de montaña, dos de ellas con final en alto. El recorrido comenzó con una contrarreloj de 9,4 km en Bellinzona y la 2.ª etapa fue la primera de montaña, debiendo ascender al Gotthardpass y el Furkapass, ambos de categoría especial aunque no finalizó en alto. Luego, jornadas de media montaña y transición hasta arribar a la 7.ª etapa en que se disputó la contrarreloj individual de casi 25 km. La montaña volvió en las últimas dos etapas; la 8.ª fue una etapa mayormente plana pero finalizó con el ascenso a Verbier (HC) y la 9.ª fue la etapa reina con 2 ascensos de 1.ª categoría (Veysonnaz y Eischoll) y el final en Saas-Fee de categoría especial.

## Equipos participantes
Tomaron parte en la carrera 22 equipos: los 18 de categoría UCI ProTeam (al ser obligada su participación); más 4 categoría Profesional Continental mediante invitación de la organización (CCC Polsat Polkowice, IAM Cycling, MTN Qhubeka y Wanty-Groupe Gobert). Cada equipo estuvo integrado por 8 ciclistas, formando así un pelotón de 176 corredores, de los que finalizaron 121.
| Equipo                  | Cód. UCI | Categoría               | Jefe de filas       |
| ----------------------- | -------- | ----------------------- | ------------------- |
| Lampre-Merida           | LAM      | UCI ProTeam             | Rui Costa           |
| Omega Pharma-Quick Step | OPQ      | UCI ProTeam             | Tom Boonen          |
| Movistar Team           | MOV      | UCI ProTeam             | Eros Capecchi       |
| Team Katusha            | KAT      | UCI ProTeam             | Alexandr Kolobnev   |
| Team Sky                | SKY      | UCI ProTeam             | Bradley Wiggins     |
| Ag2r La Mondiale        | ALM      | UCI ProTeam             | Davide Appollonio   |
| BMC Racing Team         | BMC      | UCI ProTeam             | Cadel Evans         |
| Tinkoff-Saxo            | TCS      | UCI ProTeam             | Roman Kreuziger     |
| Trek Factory Racing     | TFR      | UCI ProTeam             | Fabian Cancellara   |
| Orica GreenEDGE         | OGE      | UCI ProTeam             | Michael Albasini    |
| Belkin-Pro Cycling Team | BEL      | UCI ProTeam             | Bauke Mollema       |
| Garmin Sharp            | GRS      | UCI ProTeam             | Tom Slagter         |
| Giant-Shimano           | GIA      | UCI ProTeam             | John Degenkolb      |
| Cannondale              | CAN      | UCI ProTeam             | Peter Sagan         |
| Astana Pro Team         | AST      | UCI ProTeam             | Valerio Agnoli      |
| FDJ.fr                  | FDJ      | UCI ProTeam             | Thibaut Pinot       |
| Lotto Belisol           | LTB      | UCI ProTeam             | Maxime Monfort      |
| Team Europcar           | EUC      | UCI ProTeam             | Giovanni Bernaudeau |
| IAM Cycling             | IAM      | Profesional Continental | Mathias Frank       |
| CCC Polsat Polkowice    | CCC      | Profesional Continental | Davide Rebellin     |
| MTN Qhubeka             | MTN      | Profesional Continental | Gerald Ciolek       |
| Wanty-Groupe Gobert     | WGG      | Profesional Continental | Kevin Seeldraeyers  |

## Etapas

### 1.ª Etapa
- 14 de junio. Bellinzona-Bellinzona, 9,4 km (CRI)

|     | Ciclista           | Equipo                  | Tiempo      |
| --- | ------------------ | ----------------------- | ----------- |
| 1.º | Tony Martin        | Omega Pharma-Quick Step | 13 min 48 s |
| 2.º | Tom Dumoulin       | Giant-Shimano           | a 6 s       |
| 3.º | Rohan Dennis       | Garmin-Sharp            | a 13 s      |
| 4.º | Fabian Cancellara  | Trek Factory Racing     | a 16 s      |
| 5.º | Domenico Pozzovivo | Ag2r La Mondiale        | a 19 s      |

|     | Ciclista           | Equipo                  | Tiempo      |
| --- | ------------------ | ----------------------- | ----------- |
| 1.º | Tony Martin        | Omega Pharma-Quick Step | 13 min 48 s |
| 2.º | Tom Dumoulin       | Giant-Shimano           | a 6 s       |
| 3.º | Rohan Dennis       | Garmin-Sharp            | a 13 s      |
| 4.º | Fabian Cancellara  | Trek Factory Racing     | a 16 s      |
| 5.º | Domenico Pozzovivo | Ag2r La Mondiale        | a 19 s      |

### 2.ª Etapa
- 15 de junio. Bellinzona-Sarnen, 181,8 km

|     | Ciclista          | Equipo          | Tiempo          |
| --- | ----------------- | --------------- | --------------- |
| 1.º | Cameron Meyer     | Orica GreenEDGE | 5 h 08 min 18 s |
| 2.º | Philip Deignan    | Sky             | m.t.            |
| 3.º | Lawrence Warbasse | BMC Racing      | m.t.            |
| 4.º | Peter Sagan       | Cannondale      | a 14 s          |
| 5.º | Ben Swift         | Sky             | m.t.            |

|     | Ciclista      | Equipo                  | Tiempo          |
| --- | ------------- | ----------------------- | --------------- |
| 1.º | Tony Martin   | Omega Pharma-Quick Step | 5 h 22 min 20 s |
| 2.º | Tom Dumoulin  | Giant-Shimano           | a 6 s           |
| 3.º | Rohan Dennis  | Garmin-Sharp            | a 13 s          |
| 4.º | Peter Sagan   | Cannondale              | a 19 s          |
| 5.º | Bauke Mollema | Belkin                  | a 22 s          |

### 3.ª Etapa
- 16 de junio. Sarnen-Heiden, 202,9 km

|     | Ciclista         | Equipo          | Tiempo          |
| --- | ---------------- | --------------- | --------------- |
| 1.º | Peter Sagan      | Cannondale      | 5 h 22 min 09 s |
| 2.º | Michael Albasini | Orica GreenEDGE | m.t.            |
| 3.º | Sergio Henao     | Sky             | m.t.            |
| 4.º | Bauke Mollema    | Belkin          | m.t.            |
| 5.º | Cadel Evans      | BMC Racing      | m.t.            |

|     | Ciclista      | Equipo                  | Tiempo           |
| --- | ------------- | ----------------------- | ---------------- |
| 1.º | Tony Martin   | Omega Pharma-Quick Step | 10 h 44 min 34 s |
| 2.º | Tom Dumoulin  | Giant-Shimano           | a 6 s            |
| 3.º | Peter Sagan   | Cannondale              | a 14 s           |
| 4.º | Bauke Mollema | Belkin                  | a 17 s           |
| 5.º | Tom Slagter   | Garmin-Sharp            | a 23 s           |

### 4.ª Etapa
- 17 de junio. Heiden-Ossingen, 160,4 km

|     | Ciclista           | Equipo                  | Tiempo          |
| --- | ------------------ | ----------------------- | --------------- |
| 1.º | Mark Cavendish     | Omega Pharma-Quick Step | 3 h 35 min 03 s |
| 2.º | Juan José Lobato   | Movistar                | m.t             |
| 3.º | Peter Sagan        | Cannondale              | m.t             |
| 4.º | Sacha Modolo       | Lampre-Merida           | m.t             |
| 5.º | Alexander Kristoff | Katusha                 | m.t             |

|     | Ciclista      | Equipo                  | Tiempo           |
| --- | ------------- | ----------------------- | ---------------- |
| 1.º | Tony Martin   | Omega Pharma-Quick Step | 14 h 19 min 41 s |
| 2.º | Tom Dumoulin  | Giant-Shimano           | a 6 s            |
| 3.º | Peter Sagan   | Cannondale              | a 10 s           |
| 4.º | Bauke Mollema | Belkin                  | a 17 s           |
| 5.º | Tom Slagter   | Garmin-Sharp            | a 23 s           |

### 5.ª Etapa
- 18 de junio. Ossingen-Büren an der Aare, 183,6 km

|     | Ciclista           | Equipo        | Tiempo          |
| --- | ------------------ | ------------- | --------------- |
| 1.º | Sacha Modolo       | Lampre-Merida | 4 h 08 min 06 s |
| 2.º | Peter Sagan        | Cannondale    | m.t.            |
| 3.º | John Degenkolb     | Giant-Shimano | m.t.            |
| 4.º | Alexander Kristoff | Katusha       | m.t.            |
| 5.º | José Joaquín Rojas | Movistar      | m.t.            |

|     | Ciclista      | Equipo                  | Tiempo           |
| --- | ------------- | ----------------------- | ---------------- |
| 1.º | Tony Martin   | Omega Pharma-Quick Step | 18 h 27 min 47 s |
| 2.º | Tom Dumoulin  | Giant-Shimano           | a 6 s            |
| 3.º | Peter Sagan   | Cannondale              | a 10 s           |
| 4.º | Bauke Mollema | Belkin                  | a 17 s           |
| 5.º | Tom Slagter   | Garmin-Sharp            | a 23 s           |

### 6.ª Etapa
- 19 de junio. Büren an der Aare-Delémont, 183,5 km

|     | Ciclista          | Equipo                  | Tiempo          |
| --- | ----------------- | ----------------------- | --------------- |
| 1.º | Matteo Trentin    | Omega Pharma-Quick Step | 4 h 43 min 19 s |
| 2.º | Daniele Bennati   | Tinkoff-Saxo            | m.t.            |
| 3.º | Francesco Gavazzi | Astana                  | m.t.            |
| 4.º | Ben Swift         | Sky                     | m.t.            |
| 5.º | Peter Sagan       | Cannondale              | m.t.            |

|     | Ciclista      | Equipo                  | Tiempo           |
| --- | ------------- | ----------------------- | ---------------- |
| 1.º | Tony Martin   | Omega Pharma-Quick Step | 23 h 11 min 06 s |
| 2.º | Tom Dumoulin  | Giant-Shimano           | a 6 s            |
| 3.º | Peter Sagan   | Cannondale              | a 10 s           |
| 4.º | Bauke Mollema | Belkin                  | a 17 s           |
| 5.º | Tom Slagter   | Garmin Sharp            | a 23 s           |

### 7.ª Etapa
- 20 de junio. Worb-Worb, 24,7 km (CRI)

|     | Ciclista          | Equipo                  | Tiempo      |
| --- | ----------------- | ----------------------- | ----------- |
| 1.º | Tony Martin       | Omega Pharma-Quick Step | 31 min 37 s |
| 2.º | Tom Dumoulin      | Giant-Shimano           | a 22 s      |
| 3.º | Rui Costa         | Lampre-Merida           | a 28 s      |
| 4.º | Fabian Cancellara | Trek Factory Racing     | a 41 s      |
| 5.º | Mathias Frank     | IAM                     | a 45 s      |

|     | Ciclista      | Equipo                  | Tiempo           |
| --- | ------------- | ----------------------- | ---------------- |
| 1.º | Tony Martin   | Omega Pharma-Quick Step | 23 h 42 min 43 s |
| 2.º | Tom Dumoulin  | Giant-Shimano           | a 28 s           |
| 3.º | Rui Costa     | Lampre-Merida           | a 1 min 05 s     |
| 4.º | Mathias Frank | IAM                     | a 1 min 14 s     |
| 5.º | Ion Izagirre  | Movistar                | a 1 min 33 s     |

### 8.ª Etapa
- 21 de junio. Delémont-Verbier, 219,1 km

|     | Ciclista        | Equipo          | Tiempo          |
| --- | --------------- | --------------- | --------------- |
| 1.º | Esteban Chaves  | Orica GreenEDGE | 5 h 11 min 16 s |
| 2.º | Roman Kreuziger | Tinkoff-Saxo    | a 3 s           |
| 3.º | Bauke Mollema   | Belkin          | m.t.            |
| 4.º | Eros Capecchi   | Movistar        | a 16 s          |
| 5.º | Janier Acevedo  | Garmin-Sharp    | a 17 s          |

|     | Ciclista      | Equipo                  | Tiempo           |
| --- | ------------- | ----------------------- | ---------------- |
| 1.º | Tony Martin   | Omega Pharma-Quick Step | 28 h 54 min 16 s |
| 2.º | Tom Dumoulin  | Giant-Shimano           | a 51 s           |
| 3.º | Rui Costa     | Lampre-Merida           | a 1 min 05 s     |
| 4.º | Mathias Frank | IAM                     | a 1 min 14 s     |
| 5.º | Bauke Mollema | Belkin                  | a 1 min 41 s     |

### 9.ª Etapa
- 22 de junio. Martigny-Saas-Fee, 156,5 km

|     | Ciclista       | Equipo        | Tiempo          |
| --- | -------------- | ------------- | --------------- |
| 1.º | Rui Costa      | Lampre-Merida | 4 h 13 min 14 s |
| 2.º | Bauke Mollema  | Belkin        | a 14 s          |
| 3.º | Mathias Frank  | IAM           | a 24 s          |
| 4.º | Steve Morabito | BMC Racing    | a 47 s          |
| 5.º | Oliver Zaugg   | Tinkoff-Saxo  | m.t.            |

|     | Ciclista      | Equipo                  | Tiempo           |
| --- | ------------- | ----------------------- | ---------------- |
| 1.º | Rui Costa     | Lampre-Merida           | 33 h 08 min 35 s |
| 2.º | Mathias Frank | IAM                     | a 33 s           |
| 3.º | Bauke Mollema | Belkin                  | a 50 s           |
| 4.º | Tony Martin   | Omega Pharma-Quick Step | a 1 min 13 s     |
| 5.º | Tom Dumoulin  | Giant-Shimano           | a 2 min 04 s     |

## Desarrollo general
La primera contrarreloj ganada por Tony Martin, colocó al triple campeón del mundo en la especialidad como líder de la carrera, distanciado sólo 6 segundos de Tom Dumoulin y 13 s de Rohan Dennis. Al día siguiente, los dos ascensos de categoría especial durante la etapa, no ocasionaron problemas para el alemán, ya que los favoritos tomaron la etapa con calma y la misma se jugó entre los integrantes de la fuga del día, quedando a manos del australiano Cameron Meyer. Las siguientes jornadas las posiciones en la general se mantuvieron inalterables, llegándose a definir en pelotón. Mark Cavendish, Sacha Modolo y Matteo Trentin, ganaron las etapas 4, 5 y 6, hasta llegar a la contrarreloj de la 7.ª etapa. Allí nuevamente se impuso Martín y Dumoulin fue 2.º, con lo cual el alemán amplió a 28 s las diferencias en la general. Mientras el portugués Rui Costa con el tercer tiempo en la crono, también ascendía a la tercera posición en la general a 1 minuto y 5 segundos.
La 8.ª etapa, a pesar del ascenso a Verbier, no trajo consecuencias mayores en la general. Fue ganada por el colombiano Esteban Chaves, quién atacó al grupo de favoritos a falta de tres km. Mientras que el líder Tony Martin, aunque no era su terreno favorable se mantuvo en el mismo grupo de Rui Costa, mientras Dumoulin llegó 23 segundos después, logrando ampliar la ventaja y conservar otro día más el maillot amarillo.
La carrera se definió en la última etapa cuando Rui Costa, Mathias Frank y Bauke Mollema (quienes eran 3.º, 4.º y 5.º en la general) atacaron a Martin en el paso Eischoll, faltando 45 km. Estos conectaron con una fuga delantera sacando diferencias del entorno de 2 minutos, lo que convertía al portugués en ganador de la carrera. Mientras Martin intentaba en vano descontar, tirando del grupo en el que iba, en el ascenso a Saas-Fee Rui Costa lanzó un ataque faltando 3 km y logró mantener hasta el final una escasa ventaja sobre Mollema y Frank para hacerse con la etapa y ganar su tercera Vuelta a Suiza.

## Clasificaciones finales

### Clasificación general
| Posición | Ciclista        | Equipo                  | Tiempo           |
| -------- | --------------- | ----------------------- | ---------------- |
|          | Rui Costa       | Lampre-Merida           | 33 h 08 min 35 s |
| 2.º      | Mathias Frank   | IAM                     | a 33 s           |
| 3.º      | Bauke Mollema   | Belkin                  | a 50 s           |
| 4.º      | Tony Martin     | Omega Pharma-Quick Step | a 1 min 13 s     |
| 5.º      | Tom Dumoulin    | Giant-Shimano           | a 2 min 04 s     |
| 6.º      | Steve Morabito  | BMC Racing              | a 2 min 47 s     |
| 7.º      | Davide Formolo  | Cannondale              | a 3 min 00 s     |
| 8.º      | Roman Kreuziger | Tinkoff-Saxo            | a 3 min 03 s     |
| 9.º      | Janier Acevedo  | Garmin Sharp            | a 3 min 20 s     |
| 10.º     | Eros Capecchi   | Movistar                | a 3 min 46 s     |

| 11.º | Cadel Evans       | BMC Racing          | a 4 min 07 s |
| 12.º | Sergio Pardilla   | MTN Qhubeka         | a 4 min 10 s |
| 13.º | Laurens Ten Dam   | Belkin              | a 4 min 55 s |
| 14.º | Rafa Valls        | Lampre-Merida       | a 5 min 27 s |
| 15.º | Thibaut Pinot     | FDJ.fr              | a 5 min 45 s |
| 16.º | Esteban Chaves    | Orica GreenEDGE     | a 5 min 54 s |
| 17.º | Thomas Degand     | Wanty-Groupe Gobert | a 6 min 04 s |
| 18.º | Marcel Wyss       | IAM                 | a 6 min 29 s |
| 19.º | Arnold Jeannesson | FDJ.fr              | a 6 min 56 s |
| 20.º | Kevin Seeldrayers | Wanty-Groupe Gobert | a 7 min 15 s |

### Clasificación por puntos
| Posición | Ciclista           | Equipo                  | Puntos |
| -------- | ------------------ | ----------------------- | ------ |
|          | Peter Sagan        | Cannondale              | 88     |
| 2.º      | Bauke Mollema      | Belkin                  | 46     |
| 3.º      | Rui Costa          | Lampre-Merida           | 42     |
| 4.º      | Tony Martin        | Omega Pharma-Quick Step | 38     |
| 5.º      | José Joaquín Rojas | Movistar                | 37     |

### Clasificación de la montaña
| Posición | Ciclista          | Equipo   | Puntos |
| -------- | ----------------- | -------- | ------ |
|          | Björn Thurau      | Europcar | 74     |
| 2.º      | Reto Hollenstein  | IAM      | 37     |
| 3.º      | Bauke Mollema     | Belkin   | 32     |
| 4.º      | Lawrence Warbasse | Belkin   | 28     |
| 5.º      | Philip Deignan    | Sky      | 24     |

### Clasificación por equipos
| Posición | Equipo        | Tiempo           |
| -------- | ------------- | ---------------- |
|          | Belkin        | 99 h 38 min 25 s |
| 2.º      | Lampre-Merida | a 5 min 14 s     |
| 3.º      | BMC Racing    | a 7 min 49 s     |
| 4.º      | FDJ.fr        | a 7 min 57 s     |
| 5.º      | IAM           | a 12 min 20 s    |

## Evolución de las clasificaciones
| Etapa (Vencedor)            | Clasificación general | Clasificación por puntos | Clasificación de la montaña | Clasificación por equipos |
| --------------------------- | --------------------- | ------------------------ | --------------------------- | ------------------------- |
| Etapa 1 (CRI) (Tony Martin) | Tony Martin           | Tony Martin              | no se entregó               | Garmin Sharp              |
| Etapa 2 (Cameron Meyer)     | Tony Martin           | Peter Sagan              | Björn Thurau                | Garmin Sharp              |
| Etapa 3 (Peter Sagan)       | Tony Martin           | Peter Sagan              | Björn Thurau                | Giant-Shimano             |
| Etapa 4 (Mark Cavendish)    | Tony Martin           | Peter Sagan              | Björn Thurau                | Giant-Shimano             |
| Etapa 5 (Sacha Modolo)      | Tony Martin           | Peter Sagan              | Björn Thurau                | Giant-Shimano             |
| Etapa 6 (Matteo Trentin)    | Tony Martin           | Peter Sagan              | Björn Thurau                | Giant-Shimano             |
| Etapa 7 (CRI) (Tony Martin) | Tony Martin           | Peter Sagan              | Björn Thurau                | Giant-Shimano             |
| Etapa 8 (Esteban Chaves)    | Tony Martin           | Peter Sagan              | Björn Thurau                | Lampre-Merida             |
| Etapa 9 (Rui Costa)         | Rui Costa             | Peter Sagan              | Björn Thurau                | Belkin                    |
| Final                       | Rui Costa             | Peter Sagan              | Björn Thurau                | Belkin                    |

## UCI World Tour
La Vuelta a Suiza otorgó puntos para el UCI WorldTour 2014, solamente para corredores de equipos UCI ProTeam. Las siguientes tablas son el baremo de puntuación y los corredores que obtuvieron puntos:
| Posición              | 1.º | 2.º | 3.º | 4.º | 5.º | 6.º | 7.º | 8.º | 9.º | 10.º |
| Clasificación general | 100 | 80  | 70  | 60  | 50  | 40  | 30  | 20  | 10  | 4    |
| Por etapa             | 6   | 4   | 2   | 1   | 1   |     |     |     |     |      |

| Ciclista        | Equipo                  | Puntos |
| --------------- | ----------------------- | ------ |
| Rui Costa       | Lampre-Merida           | 108    |
| Bauke Mollema   | Belkin                  | 77     |
| Tony Martin     | Omega Pharma-Quick Step | 72     |
| Tom Dumoulin    | Giant-Shimano           | 58     |
| Steve Morabito  | BMC Racing              | 41     |
| Davide Formolo  | Cannondale              | 30     |
| Roman Kreuziger | Tinkoff-Saxo            | 24     |
| Peter Sagan     | Cannondale              | 14     |
| Janier Acevedo  | Garmin-Sharp            | 11     |
| Sacha Modolo    | Lampre-Merida           | 7      |

| Resto de corredores | Resto de corredores     | Resto de corredores | Resto de corredores |
| ------------------- | ----------------------- | ------------------- | ------------------- |
| Ciclista            | Equipo                  | Puntos              |                     |
| Mark Cavendish      | Omega Pharma-Quick Step | 6                   |                     |
| Esteban Chaves      | Orica GreenEDGE         | 6                   |                     |
| Cameron Meyer       | Orica GreenEDGE         | 6                   |                     |
| Matteo Trentin      | Omega Pharma-Quick Step | 6                   |                     |
| Eros Capecchi       | Movistar                | 5                   |                     |
| Michael Albasini    | Orica GreenEDGE         | 4                   |                     |
| Daniele Bennati     | Tinkoff-Saxo            | 4                   |                     |
| Philip Deignan      | Sky                     | 4                   |                     |
| Juan José Lobato    | Movistar                | 4                   |                     |
| Fabian Cancellara   | Trek Factory Racing     | 2                   |                     |
| John Degenkolb      | Giant-Shimano           | 2                   |                     |
| Rohan Dennis        | Garmin-Sharp            | 2                   |                     |
| Francesco Gavazzi   | Astana                  | 2                   |                     |
| Sergio Henao        | Sky                     | 2                   |                     |
| Alexander Kristoff  | Lampre-Merida           | 2                   |                     |
| Ben Swift           | Sky                     | 2                   |                     |
| Lawrence Warbasse   | BMC Racing              | 2                   |                     |
| Cadel Evans         | BMC Racing              | 1                   |                     |
| Domenico Pozzovivo  | Ag2r La Mondiale        | 1                   |                     |
| José Joaquín Rojas  | Movistar                | 1                   |                     |
| Oliver Zaugg        | Tinkoff-Saxo            | 1                   |                     |